# GAZ-21
Der GAZ-21 (russisch ГАЗ-21), auch als GAZ-M21 bezeichnet, war ein in der zweiten Hälfte der 1930er-Jahre im sowjetischen Gorkowski Awtomobilny Sawod gefertigtes Versuchsfahrzeug. Es entstand technisch aus dem Personenwagen GAZ-M1 und dem Lastwagen GAZ-AA. Nicht zu verwechseln ist das Fahrzeug mit dem deutlich bekannteren GAZ M-21 Wolga, einem ebenfalls von GAZ gefertigten PKW der 1950er- und 1960er-Jahre.

## Geschichtliches

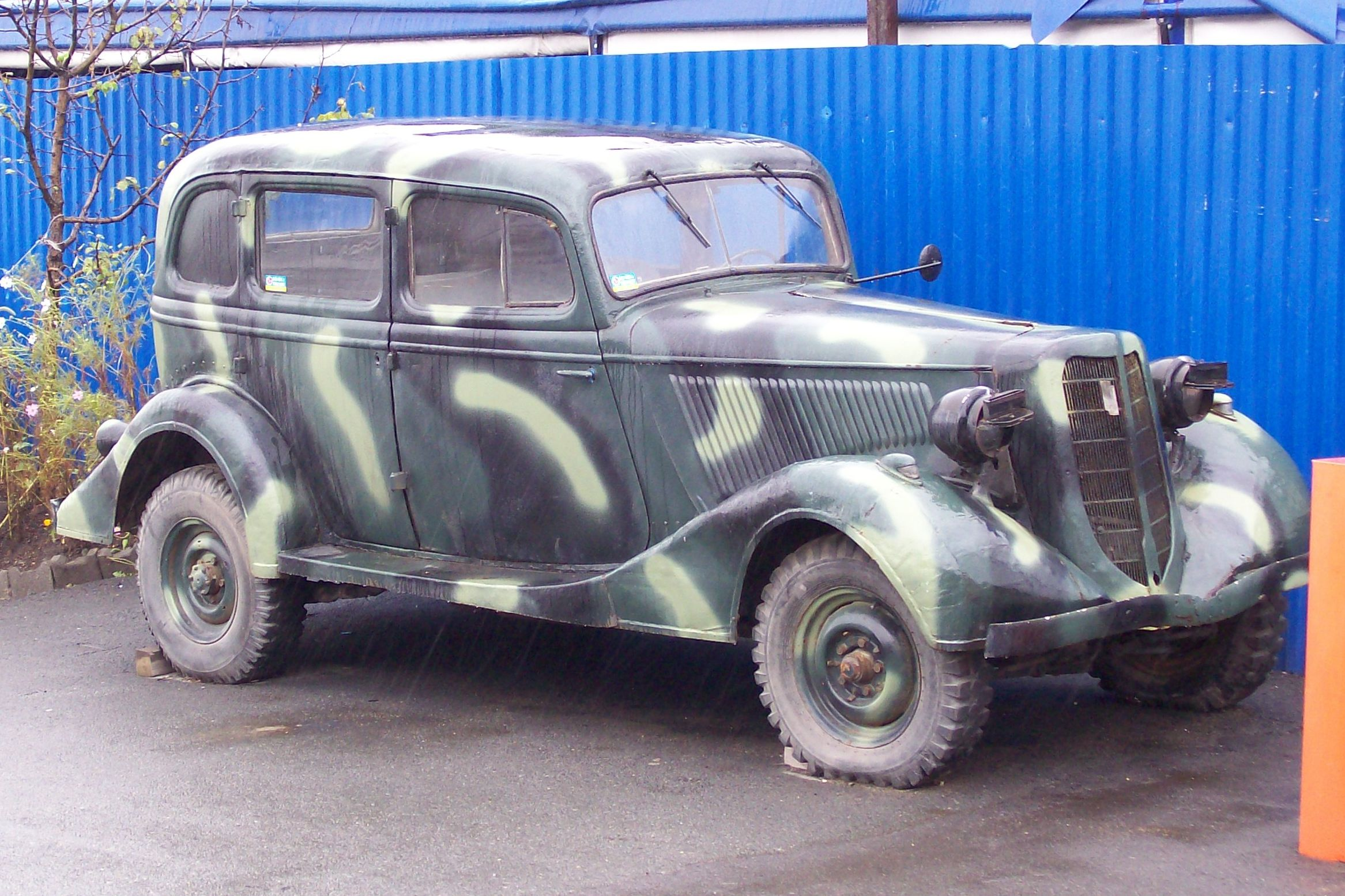
Ein originaler GAZ-M1 aus der regulären Fertigung

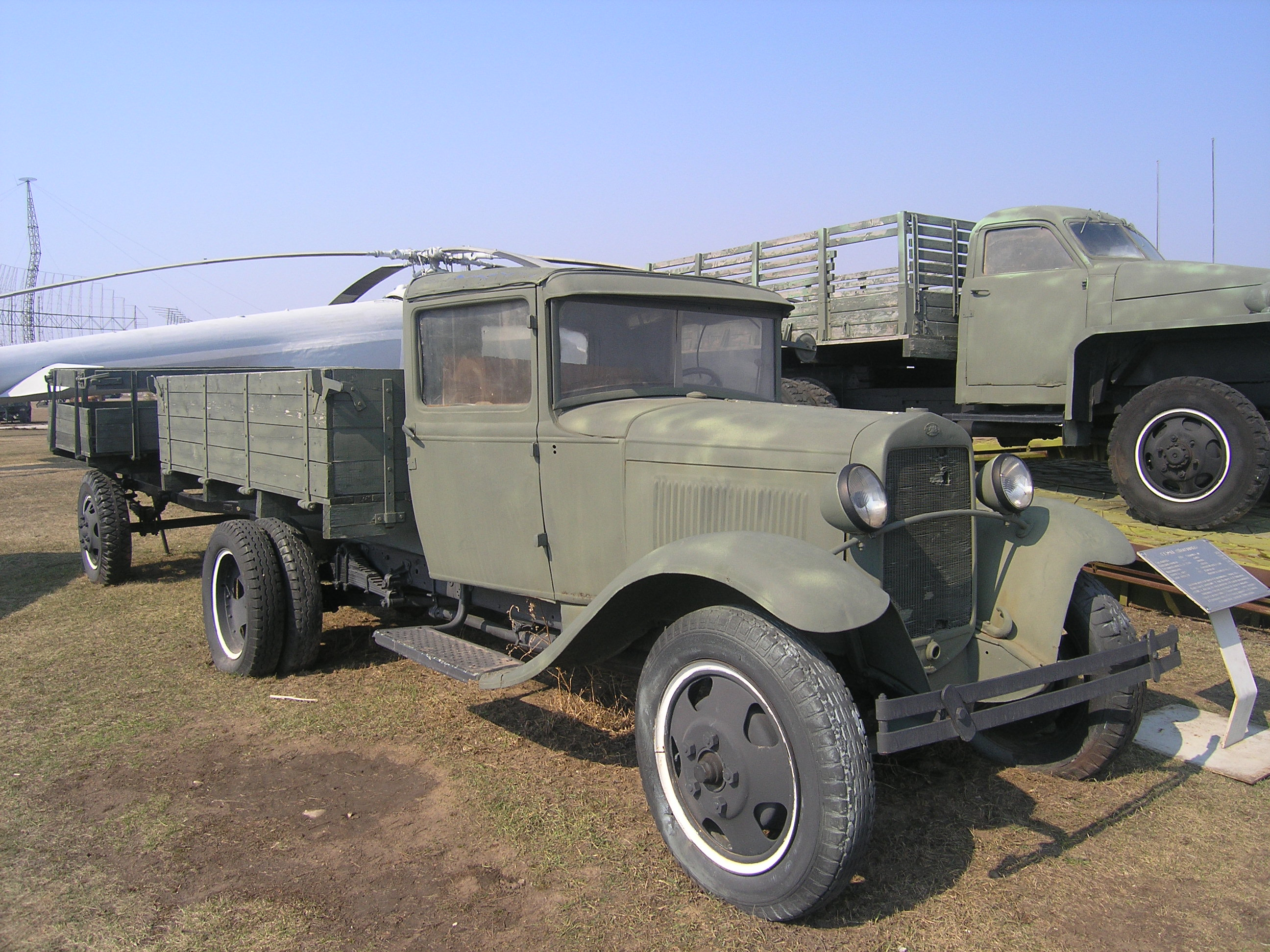
Ein GAZ-AA von dem die Fahrerkabine übernommen wurde

In den 1930er-Jahren gab es bei GAZ verschiedene Bemühungen, Fahrzeuge geländetauglich zu machen. Ein Ansatz war, an bereits vorhandenen Fahrzeugen eine zweite angetriebene Hinterachse anzubauen, um bessere Traktion im Gelände zu erreichen. Diese Idee wurde zum Beispiel auch beim GAZ-AAA umgesetzt.
Auf diesem Konzept aufbauend entstand 1936 die erste Version des GAZ-21. Die Karosserie eines GAZ-M1 wurde verlängert und mit einer zweiten, angetriebenen Hinterachse ausgerüstet. Außerdem wurde eine zweite Variante als Lastwagen gefertigt. Er übernahm auch Teile des LKW GAZ-AA, insbesondere die Fahrerkabine. Beide Fahrzeuge wurden, im Gegensatz zum GAZ-AA, mit dem leistungsgesteigerten Motor des GAZ-M1 gefertigt.
Ende 1937 gingen die Fahrzeuge zur Erprobung auf eine 10.000 Kilometer lange Fahrt durch die Ukraine, den Kaukasus und Zentralrussland, die zufriedenstellend bewältigt wurde. Es wurden insgesamt rund 100 Fahrzeuge beider Versionen gebaut, zu einer echten Massenfertigung kam es nicht. Grund dafür war, dass das ursprüngliche Ziel – der Bau eines geländegängigen Fahrzeugs – mit dem GAZ-61 mit Allradantrieb bereits erreicht worden war.

## Technische Daten
- Motor: Vierzylinderreihenmotor (Ottomotor)
- Motortyp: „GAZ-M1“
- Leistung: 50 PS (37 kW)
- Hubraum: 3285 cm³
- Verdichtung: 4,6:1
- Getriebe: mechanisch, 4 Vorwärtsgänge
- Höchstgeschwindigkeit: 87 km/h
- Antriebsformel: 6×4

Maße und Gewichte (für die Lastwagenversion)
- Länge: 4830 mm
- Breite: 1772 mm
- Höhe: 1840 mm
- Bodenfreiheit: 158 mm
- Radstand: 2440 mm + 900 mm
- Spurweite vorne: 1435 mm
- Spurweite hinten: 1440 mm
- Reifengröße: 7,00–16
- Sitzplätze: 2

- Leergewicht: 1630 kg
- Zuladung: 900 kg
- Gesamtgewicht: 2530 kg